# پولپیس (ماساچوست)
پولپیس (به انگلیسی: Polpis) یک منطقهٔ مسکونی در ایالات متحده آمریکا است که در نانتاکت واقع شده‌است. پولپیس ۲٫۱۳ متر بالاتر از سطح دریا واقع شده‌است.